# Call of Duty: Infinite Warfare
Call of Duty: Infinite Warfare és un videojoc bèl·lic futurista en primera persona que ha sigut desenvolupat per Infinity Ward i ha estat distribuït per Activision. És el tretzé videojoc nombre de la sèrie Call of Duty i va sortir a la venda el 4 de novembre de 2016 per Microsoft Windows, PlayStation 4 i Xbox One. Inclou, a més, la re-masterització del Call of Duty 4: Modern Warfare, titulada Modern Warfare Remastered disponible per a les mateixes plataformes i que ha sigut desenvolupat per Raven Software.
En el moment de la celebració del Call of Duty XP 2016, el 2 de setembre del 2016, Infinity Ward va revelar davant el public el multi jugador del Infinite Warfare i també el de Call of Duty 4: Modern Warfare en la seva versió remasteritzada. El qual aquest últim, va tenir un accés anticipat a la campanya 30 dies abans de la seva sortida; també en l'esdeveniment, es va anunciar la beta multi jugador, el qual els usuaris van tenir de reservar el joc per accedir-hi el 14 d'octubre i aquest es va dividir en dos caps de setmana diferents. Les vendes van ser inferiors a les previstes, la meitat de les de Call of Duty: Black Ops III, tot i ser el segon títol més venut de l'any per darrere de FIFA 2017.